# Westland
Westland és un municipi de la província d'Holanda del Sud, al sud dels Països Baixos. L'1 de gener del 2009 tenia 99.550 habitants repartits sobre una superfície de 90,59 km² (dels quals 10,87 km² corresponen a aigua). Limita al nord amb la Haia i Rijswijk i al sud amb Rotterdam, Maassluis i Midden-Delfland.

## Centres de població
De Lier, 's-Gravenzande, Monster, Naaldwijk, Wateringen, Heenweg, Honselersdijk, Kwintsheul, Maasdijk, Poeldijk, i Ter Heijde.

## Ajuntament (2006)
El consistori està compost de 37 regidors:
- CDA 12 regidors
- GemeenteBelang Westland 11 regidors
- LPF Westland, 5 regidors
- PvdA/GroenLinks 4 regidors
- VVD 3 regidors
- SGP/ChristenUnie 2 regidors